# Beuren (Heubach)
Beuren ist ein Stadtteil von Heubach im Ostalbkreis in Baden-Württemberg.

## Beschreibung
Der Ort liegt etwa zwei Kilometer südwestlich des Stadtkerns von Heubach. Beuren liegt im Tal des Beurener Baches („Beurener Tal“), welcher ein Oberlauf des Klotzbaches ist.
Naturräumlich liegt das Beurener Tal in den Rosenstein-Randhöhen und gehört somit zur Schwäbischen Alb.

## Geschichte
Der Ortsname deutet auf eine Gründung in der ältesten Ausbauzeit vom 7. bis 10. Jahrhundert hin.
Die erste Erwähnung von Beuren findet sich im Jahre 1357, in dieser Zeit wurde der Ort Beuren bei Heubach genannt. Spätestens seit 1482 und noch bis 1815 hieß der Ort Beuren in den Bergen.
Als erste Grundherren sind die Herren von Heubach-Rosenstein bekannt. 1371 kam Besitz der Hack an das Kloster Gotteszell. Weitere Besitzer des Ortes waren Gmünder Familien, Woellwarth, Württemberg, das Kloster Königsbronn, das Gmünder Augustinerkloster, Rechberg und Gmünd selbst.